# Ahmad ibn Hanbal
Ahmad ibn Hanbal, arab. أحمد بن حنبل (ur. w grudniu 780/Rabi' II 164 A.H. w Bagdadzie – zm. w lipcu 855/Rabi' I 241 A.H. w Bagdadzie) – sunnicki tradycjonista, fakih i teolog, eponimiczny założyciel hanbalickiej szkoły prawa.

## Życiorys
Pochodził z plemienia Banu Szejban, należącego do Rabi'a. Jego ojciec zmarł kiedy Ibn Hanbal miał trzy lata, pozostawił po sobie jednak majątek pozwalający synowi na prowadzenie skromnego, ale niezależnego życia. Po nauce leksykografii, fikhu i tradycji w roku 795 Ibn Hanbal zdecydował się na poświęcenie się nauce tradycji, w związku z czym podjął szereg podróży po Iraku, Hidżazie, Jemenie i Syrii. Studiował on fikh i hadisy pod kierunkiem wielu nauczycieli, stąd nie może być uważany po prostu za ucznia Asz-Szafi’iego, jak to się czasami czyni, którego dzieła znał, ale spotkał się z nim osobiście tylko raz. Jak zauważa Ibn Tajmijja, jego formacja prawnicza odbyła się przede wszystkim pod wpływem szkoły hadisów i Hidżazu. Ibn Hanbal gwałtownie sprzeciwiał się dogmatowi o stworzeniu Koranu, który był popierany przez pozostającego pod wpływem mutazylizmu kalifa Al-Mamuna (813–833), i w związku z tym został wtrącony do więzienia. Al-Mamun wkrótce zmarł, a Ibn Hanbal został dotkliwie pobity gdy postawiony przed nowym kalifem Al-Mutasimem (833–842) nadal odmawiał uznania że Koran jest stworzony. Ostatecznie po dwuletnim pobycie w więzieniu Ibn Hanbal został uwolniony, jednak wznowił otwarte nauczanie dopiero po roku 847, gdy kalif Al-Mutawakkil (847–861) odwrócił się od mutazylizmu. Ibn Hanbal został pochowany na cmentarzu męczenników (makabir asz-szuhada), a w jego pogrzebie miała brać udział cała ludność Bagdadu. Jego grób stał się jednym z najczęstszych miejsc pielgrzymek w mieście aż do jego zniszczenia przez wylew Tygrysu w XIV wieku.
Najbardziej cenionym dziełem Ibn Hanbala był Musnad, zbiór ok. 30 tys. hadisów zredagowany po jego śmierci przez jego syna Abd Allaha. Najważniejsze traktaty teologiczne to Radd ala'l-Dżahmijja wa'l-Zanadika i Kitab as-Sunna. To pierwsze zawiera polemikę z dżahmitami, zaś drugie ponownie rozważa pewne wątki i definiuje własne stanowisko Ibn Hanbala we wszystkich podstawowych kwestiach jego wyznania wiary. Według Ibn Hanbala Koran jest niestworzonym słowem Boga, przy czym przez Koran należy rozumieć nie abstrakcyjną ideę, ale „Koran z jego literami, słowami, wyrażeniami, ideami – Koran w całej jego żywej rzeczywistości, której natura sama w sobie uchodzi naszemu poznaniu”. Trudno jednak określić jego pozycję w stosunku do statusu recytacji Koranu – twierdzi on wprawdzie, że ten kto uznaje iż słowa wypowiadane podczas recytacji Koranu są stworzone jest dżahmitą, ale nie formułuje własnego pozytywnego stanowiska. Według niego Bóg jest Bogiem Koranu, a zatem musi rzeczywiście posiadać wszystkie opisane w nim atrybuty, takie jak słuch, wzrok, mowa, wszechmoc, wola, mądrość, a także ręka, twarz, wszechobecność czy zasiadanie na tronie. Dlatego odrzucał on teologię negatywną (ta'til) dżahmitów oraz ich alegoryczną egzegezę (tawil). Ibn Hanbala uznaje się za jednego z pierwszych i najważniejszych eksponentów idei bila kajfa – „nie ma pytania o to jak”. Samo wyrażenie nie pojawia się u niego, jednak w swoich pismach wyraźnie twierdzi on, że nie wolno zmieniać znaczenia słów Koranu ani poprzez jego interpretację alegoryczną, ani antropomorficzną (taszbih). Tym samym zawierają one rdzeń doktryny, zgodnie z którą należy wierzyć w to iż Bóg posiada atrybuty opisane w Koranie, nie pytając o to w jaki sposób to się dzieje. Oprócz Koranu i sunny Ibn Hanbal uważał za źródła szari'atu także opinie (fatwa) towarzyszy (sahaba), uważając za godne rozważenia także opinie najważniejszych przedstawicieli następnej generacji (tabi'un). Idżma muzułmańskiej ummy była jednak dla niego jedynie wyrazem zgody na prawdę odnalezioną w Koranie i sunnie i nie stanowiła źródła prawa w ścisłym sensie tego słowa. Według Ibn Hanbala pierwszą powinnością jurysty jest wierne podążanie za tradycją pozostawioną przez starszych poprzez unikanie jakiejkolwiek kreatywności lub innowacji. Stąd potępiał on raj – wydawanie przez fakihów samodzielnych opinii. Nie negował jednak znaczenia kijasu, to jest rozumowania przez analogię. Ostatecznym uzasadnieniem etyki jest dla Ibn Hanbala służba Bogu, a wiara wymaga osobistego zaangażowania, stąd może maleć i wzrastać. Można także znaleźć u niego sformułowania doktryny charakterystycznej dla wczesnego hanbalizmu, zgodnie z którą nic nie jest uważane za społeczny obowiązek oprócz religijnych praktyk bezpośrednio przepisanych przez Boga i nie może być zakazane przez prawo nic co nie zostało zakazane przez Boga w Koranie i sunnie.
Eponimiczny założyciel jednej z czterech głównych szkół prawa muzułmańskiego Ahmad Ibn Hanbal poprzez swojego ucznia Ibn Tajmijję może być uważany za dalekiego przodka wahhabizmu, a także w pewnym stopniu inspiratora salafizmu